# Can Malla (Palau-solità i Plegamans)
Can Malla és una masia de Palau-solità i Plegamans (Vallès Occidental) inclosa a l'Inventari del Patrimoni Arquitectònic de Catalunya.

## Descripció
És una masia de planta baixa i un pis. La teulada és a dos vessants amb poca inclinació i teula àrab. La porta d'entrada és d'arc escarser, les finestres rectangulars i al centre, a sobre de la porta, hi ha un balcó.

## Història
La masia va ser construïda cap a l'any 1770 per Anton Malla. Es conserven molts documents que formen part de la història d'aquesta casa, com ara escriptures de compres, actes matrimonials, notes de censos... Un dels més antics és el pagament del cens de l'any 1786. Actualment està cedida a l'Associació Pessebrista. A la planta baixa s'hi realitzen tallers de pessebrisme i l'exposició anual de pessebres populars i diorames. A la primera planta hi ha ubicat el museu del pessebre i exposicions permanents.